# Johannes Pistorius (Badminton)
Johannes Pistorius (* 16. Juni 1995) ist ein deutscher Badmintonspieler. 

## Karriere
Johannes Pistorius nahm 2012 und 2013 an den Badminton-Juniorenweltmeisterschaften teil. Bei den Junioreneuropameisterschaften 2013 gewann er Bronze im Herrendoppel. 2013 war er auch bei den Belgian Juniors und den Bulgarian Juniors erfolgreich. Bei den Slovenia International 2013 belegte er ebenso Rang drei wie bei den Bulgaria Open 2013.